# Uromenus pasquieri
Uromenus pasquieri är en insektsart som beskrevs av Charles E. Rungs 1952. Uromenus pasquieri ingår i släktet Uromenus och familjen vårtbitare. Inga underarter finns listade i Catalogue of Life.